# Calcio Castel San Pietro Terme 1999-2000
Questa voce raccoglie le informazioni riguardanti il Calcio Castel San Pietro Terme nelle competizioni ufficiali della stagione 1999-2000.

## Rosa
| N. |                   | Ruolo | Calciatore           |
| -- | ----------------- | ----- | -------------------- |
|    | Italia (bandiera) | C     | Giuseppe Angelini    |
|    | Italia (bandiera) | C     | Nicola Antonellini   |
|    | Italia (bandiera) | P     | Andrea Astolfi       |
|    | Italia (bandiera) | D     | Gianluigi Baroncini  |
|    | Italia (bandiera) | D     | Simone Bartoloni     |
|    | Italia (bandiera) | A     | Mauro Basilico       |
|    | Italia (bandiera) | C     | Roberto Biserni      |
|    | Italia (bandiera) | C     | Edoardo Cremonini    |
|    | Italia (bandiera) | C     | Arnaldo De Cresce    |
|    | Italia (bandiera) | A     | Francesco Di Candilo |
|    | Italia (bandiera) | P     | Marco Dirani         |
|    | Italia (bandiera) | D     | Simone Farabegoli    |
|    | Italia (bandiera) | A     | Marco Fida           |
|    | Italia (bandiera) | C     | Luciano Foschi       |

| N. |                   | Ruolo | Calciatore        |
| -- | ----------------- | ----- | ----------------- |
|    | Italia (bandiera) | A     | Marco Gabriellini |
|    | Italia (bandiera) | D     | Luigi Galli       |
|    | Italia (bandiera) | D     | Lorenzo Lanzarini |
|    | Italia (bandiera) | D     | Luca Locatelli    |
|    | Italia (bandiera) | A     | Raffaele Longo    |
|    | Italia (bandiera) | D     | Marco Menghi      |
|    | Italia (bandiera) | D     | Marino Mengoli    |
|    | Italia (bandiera) | C     | Gabriele Naldi    |
|    | Italia (bandiera) | D     | Marco Simoni      |
|    | Italia (bandiera) | A     | Gennaro Spinosa   |
|    | Italia (bandiera) | D     | Marco Sugoni      |
|    | Italia (bandiera) | D     | Luca Venturi      |
|    | Italia (bandiera) | C     | Simone Viroli     |
|    | Italia (bandiera) | C     | Luca Vitale       |